# 1835年臺灣

## 政府

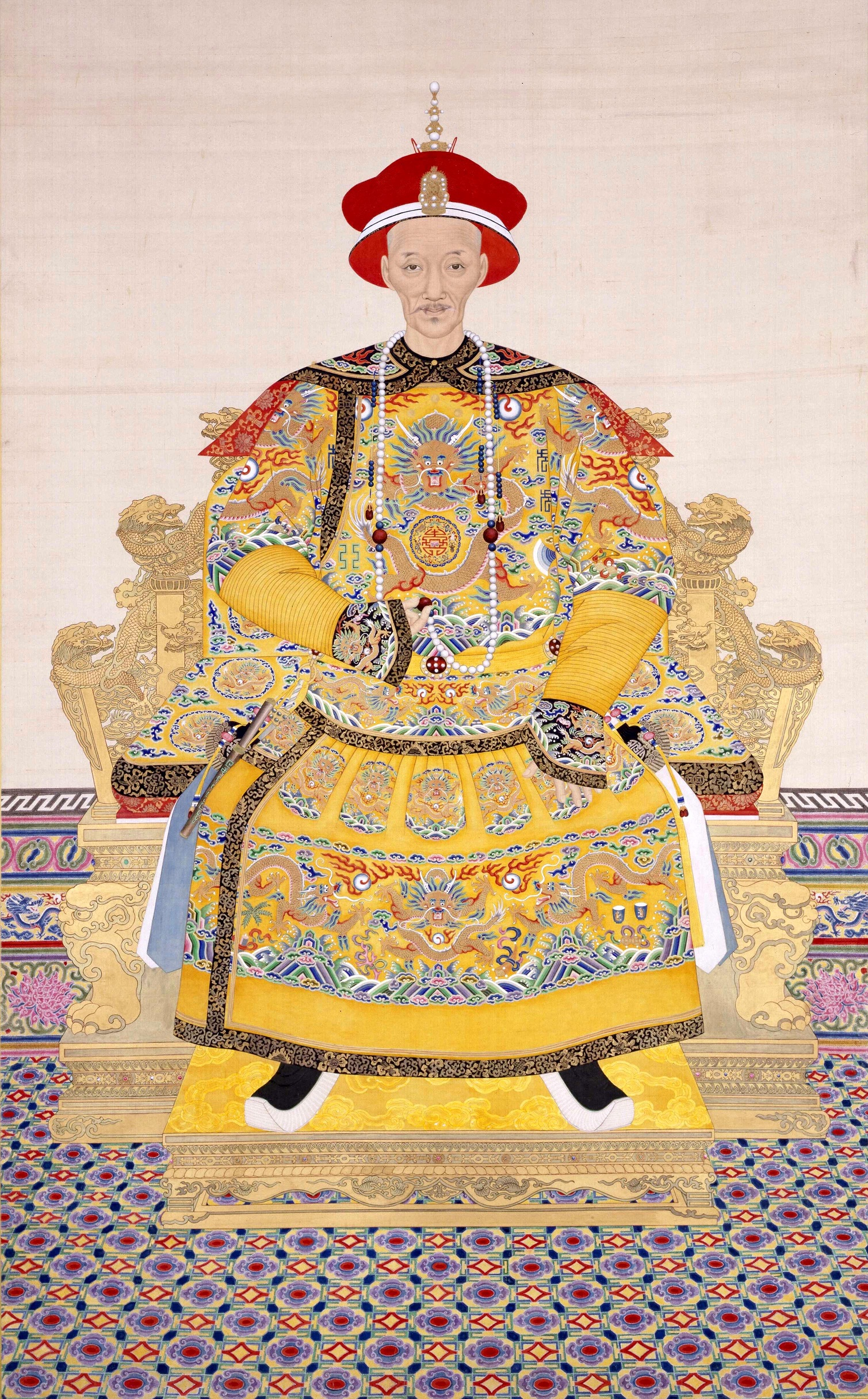
清朝皇帝：道光帝
臺灣府知府：熊一本

## 大事記
- 藍見元（藍鼎元五世孫）出面號召阿里港（今屏東縣里港鄉）仕紳籌建阿里港城[1][2]。
- 嘉義縣與臺灣縣的縣界調整，改以曾文溪為界[3]:578。
- 設立西港仔保[4]:220。

## 出生
- 鄭如蘭：台灣新竹士紳，出身北門鄭氏。
- 簡義：清末日初的抗日政治、軍事人物。